# Yebra
Yebra ist ein Ort und eine Gemeinde (municipio) mit 498 Einwohnern (Stand: 2024) im Südwesten der Provinz Guadalajara in der Autonomen Gemeinschaft Kastilien-La Mancha. 

## Lage und Klima

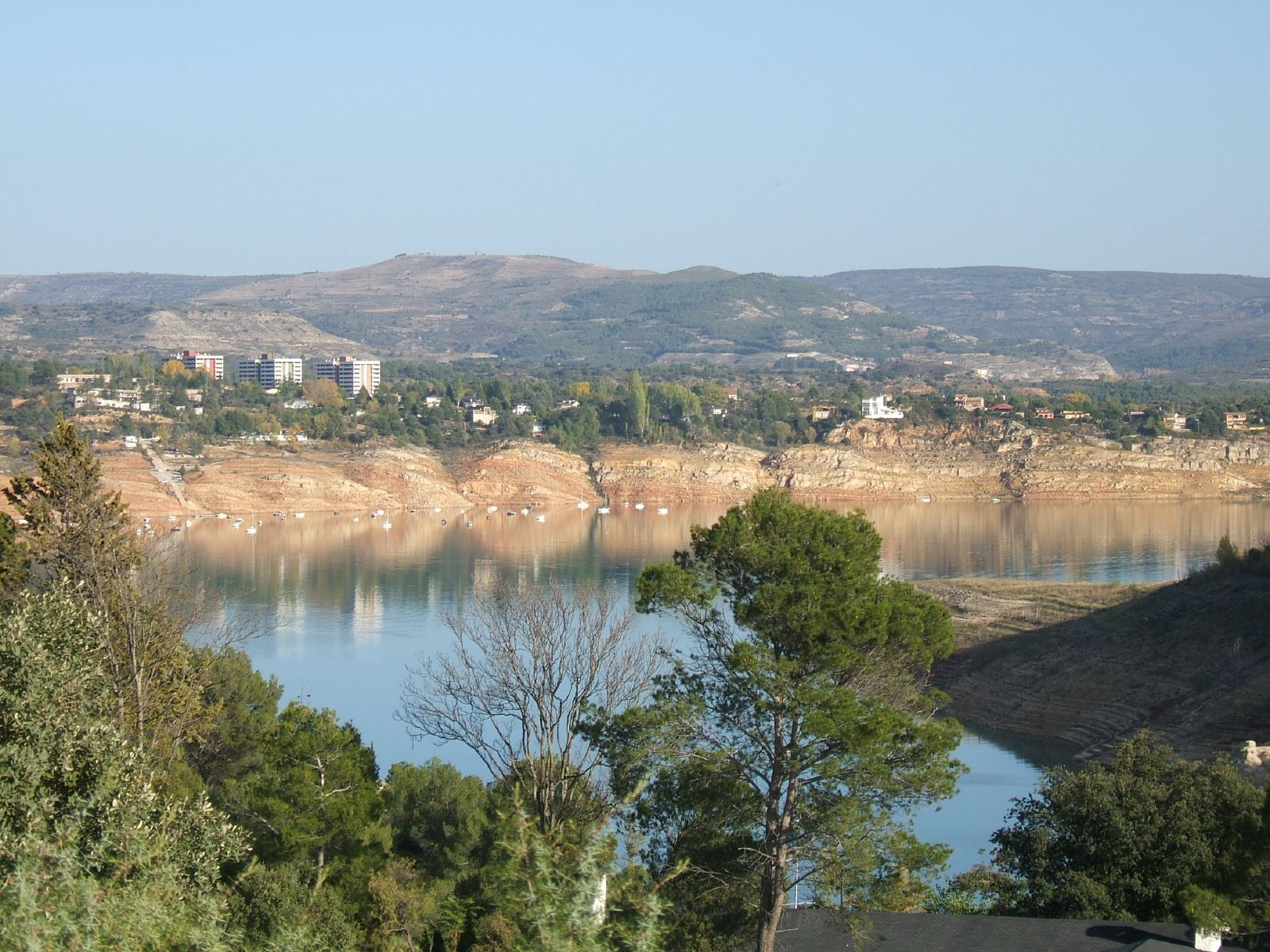
Entrepeñas-Stausee

Yebra liegt in einer Höhe von ca. 750 m in der Kulturlandschaft der Alcarria. Der Tajo begrenzt die Gemeinde im Südosten. Die Entfernung zur nordnordwestlich gelegenen Provinzhauptstadt Guadalajara beträgt ca. 35 Kilometer (Fahrtstrecke). Das Klima ist gemäßigt bis warm; Regen (534 mm/Jahr) fällt übers Jahr verteilt.

## Bevölkerungsentwicklung
| Jahr      | 1970 | 1981 | 1991 | 2001 | 2011 | 2021 |
| Einwohner | 783  | 685  | 596  | 519  | 670  | 465  |

## Sehenswürdigkeiten
- Andreaskirche
- Marienkapelle
- Annenkapelle